# Miguel Becerra
Miguel Becerra González (Etzatlán, Jalisco, 11 de marzo de 1979) es un exfutbolista mexicano. Jugaba de guardameta y actualmente se encuentra retirado.

## Trayectoria
En sus inicios jugó para el Club Deportivo Tapatío. Ha vestido las camisetas de diversos clubes, entre los que se encuentran las Chivas de Guadalajara, los Dorados de Sinaloa, el Querétaro Fútbol Club y el Club Santos Laguna. Siendo en el Querétaro Fútbol Club donde tiene más participación.
Después es transferido al Club Santos Laguna, club con el cual tiene poca participación debido a que el primer arquero es Oswaldo Sánchez.
Jugó la final de vuelta del Apertura 2011 luego de que Oswaldo Sánchez fue expulsado en el minuto 11 de la primera mitad, en el partido que Santos perdió contra Tigres 3 a 1.

## Clubes
| Club                       | País   | Año         |
| -------------------------- | ------ | ----------- |
| Club Deportivo Guadalajara | México | 2001 - 2002 |
| Club Deportivo Tapatío     | México | 2003        |
| Dorados de Sinaloa         | México | 2003 - 2004 |
| Huracanes de Colima        | México | 2004 - 2005 |
| Querétaro Fútbol Club      | México | 2005 - 2007 |
| Club Santos Laguna         | México | 2007 - 2012 |

## Palmarés

### Campeonatos nacionales
| Título                     | equipo        | País   | Año  |
| -------------------------- | ------------- | ------ | ---- |
| Primera División de México | Santos Laguna | México | 2008 |
| Primera División de México | Santos Laguna | México | 2012 |